# Gotfred Tvede
Christen Gotfred Tvede, född 7 oktober 1863 i Köpenhamn, död där 30 december 1947, var en dansk arkitekt. 
Tvede utexaminerades från Kunstakademiets Arkitektskole 1889, tilldelades 1890 Neuhausenska priset, 1892 Kunstakademiets årsmedalj samt erhöll 1908 för andra gången nämnda medalj för Finseninstitutet och blev medlem av Kunstakademiets plenarförsamling. Två gånger fick han Köpenhamns kommuns Prisbelønninger for gode og smukke Nybygninger i Kjøbenhavn; för Østasiatisk Kompagnis byggnad i Holbergsgade och Baron Plessens palats på Kristianiagade. Dessutom fick han Frederiksbergs kommuns pris för Det danske Gaskompagnis administrationsbyggnad på Gammel Kongevej. Av hans övriga verk kan nämnas Det østasiatiske Kompagnis byggnad i Frihamnen, Godthåbskirken med General Classens asyl, Kronprinsessegade 4, huvudbyggnaderna på Hørbygård, Næsgård, Løndal och Barritskov. Vidare restaurerade och ombyggde han Gram slot i Slesvig, Fjellebro, Lundbygård, Visborggård, Tirsbæk och Gurrehus. Tillsammans med Fritz Koch ritade han Jernindustriens byggnad i Nørrevoldgade och Det Kongelige octroierede almindelige Brandassurance-Compagni vid Gammel Strand. Han utförde tillbyggnaden av Teknologisk Institut 1928 och blev medlem av Akademirådet samma år.